# デヒワラ動物園
デヒワラ動物園（英語: Dehiwala Zoo）はスリランカの西部州デヒワラにある動物園。
1936年に設立されたスリランカ国内最大の動物園であり、350種3000頭以上が飼育されている。敷地内には水族館や夜行性動物館も併設されている。定期的に象によるショーも行われている。